# Martina Boscoscuro
Martina Boscoscuro (* 2. September 1988 in San Donà di Piave) ist eine italienische Volleyballspielerin.

## Karriere
Boscoscuro begann ihre Karriere 2001 in ihrer Heimatstadt bei AGS Volley San Donà. Mit dem Verein stieg sie bis in die dritte italienische Liga auf. 2005 wechselte sie zum Zweitligisten Magic Pack Esperia Cremona. Mit den italienischen Juniorinnen wurde die Libera 2006 Europameisterin. Anschließend spielte Boscoscuro bei Megius Volley Padua erstmals in der ersten Liga. In der Saison 2007/08 war sie beim Zweitligisten Rebecchi Piacenza aktiv, bevor sie für ein Jahr nach Cremona zurückkehrte. 2010 gewann sie mit Scavolini Pesaro die italienische Meisterschaft. Nach diesem Erfolg wechselte sie zum Zweitligisten Infotel Forlì. Im Januar 2011 verließ sie Italien jedoch und ging für den Rest der Saison zum belgischen Verein Dauphines Charleroi. Von 2011 bis 2013 spielte Boscoscuro wieder in der zweiten Liga ihres Heimatlandes bei Puntotel Sala Consilina. Im Sommer 2013 wurde die Libera vom deutschen Bundesligisten 1. VC Wiesbaden verpflichtet. Nach nur einer Saison ging Boscoscuro zurück nach Italien zu Imoco Volley Conegliano. 2015 wechselte sie zu Neruda Bronzolo.